# Жаба в норе
Жаба в норе (англ. toad in the hole), или сосисочная жаба (англ. sausage toad) — традиционное британское блюдо, сосиски, запечённые в кляре для йоркширского пудинга. Как правило, подаётся с луковым соусом и овощами.

## История
Пудинги из кляра стали популярным блюдом в георгианской Великобритании в начале XVIII века. Автор кулинарной книги «Georgian Cookery» Дженнифер Стид (англ. Jennifer Stead) обнаружила безымянный рецепт середины XVIII века, который был идентичен «жабе в норе». В кулинарной книге Ханны Гласс 1747 года «Искусство кулинарии, изложенное просто и легко» приводится рецепт «голубь в норе», в котором вместо сосисок используются голуби. Первое появление блюда «жаба в норе» в печати датируется 1787 годом.
Изабелла Битон в 1861 году приводит аналогичный рецепт с ромштексом и почками ягнёнка. Рецепт 1852 года Чарльза Эльма Франкателли упоминает «куски любого вида мяса на 6 пенсов или 1 шиллинг, которые можно было приобрести дешевле в ночное время после окончания дневных продаж». В первой книге современной итальянской кухни этот рецепт назван как «английское повторно-приготовленное тушёное мясо» (итал. lesso rifatto all’inglese) или «жаба в норе», в рецепте в качестве мяса брались остатки тушёного мяса, которое затем готовилось ещё раз в кляре.
Происхождение названия «жаба в норе» неизвестно. Но считается, что оно выбрано из-за вида сосисок, «выглядывающих» из углублений в кляре.